# Aynalem Eshetu
Aynalem Eshetu Shefrawe (née le 5 février 1992) est une athlète éthiopienne, spécialiste de la marche athlétique. 

## Biographie
Aynalem Eshetu remporte les championnats d'Afrique juniors d'athlétisme 2011 à Gaborone, sur l'épreuve du 5 000 mètres marche où elle établit la meilleure performance continentale (juniors et seniors).
Mais dès 2010 elle obtient déjà des podiums continentaux en catégorie seniors sur la distance olympique du 20 km.
En 2015 elle termine deuxième des Jeux africains de Brazzaville derrière la tenante du titre, la Kényane Grace Wanjiru, et établit un record à 1 h 39 min 49 s.

### Palmarès
| Date | Compétition            | Lieu        | Résultat | Épreuve      | Performance     |
| ---- | ---------------------- | ----------- | -------- | ------------ | --------------- |
| 2010 | Championnats d'Afrique | Nairobi     | 3e       | 20 km marche | 1 h 41 min 46 s |
| 2011 | Jeux africains         | Maputo      | 3e       | 20 km marche | 1 h 42 min 19 s |
| 2012 | Championnats d'Afrique | Porto-Novo  | 3e       | 20 km marche | 1 h 49 min 45 s |
| 2015 | Jeux africains         | Brazzaville | 2e       | 20 km marche | 1 h 39 min 49 s |

### Records
| Épreuve      | Performance          | Lieu        | Date              |
| ------------ | -------------------- | ----------- | ----------------- |
| 20 km marche | 1 h 39 min 49 s (NR) | Brazzaville | 14 septembre 2015 |